# Obwód chmielnicki
Obwód chmielnicki (ukr. Хмельницька область; do 4 lutego 1954 r. obwód kamieniecko-podolski) – jeden z 24 obwodów Ukrainy. Leży w zachodniej części Ukrainy. Stolicą obwodu jest Chmielnicki (wcześniej, do 1941 r. stolicą był Kamieniec Podolski).
Obwód graniczy na północnym zachodzie z obwodem rówieńskim, na północnym wschodzie z żytomierskim, na wschodzie z winnickim, na południu z czerniowieckim, a na zachodzie z tarnopolskim.
Obwód leży na obszarze historycznych regionów Podola (południe) i Wołynia (północ).

## Podział administracyjny
Obwód dzieli się na 3 rejony:
1. chmielnicki
2. kamieniecki
3. szepetowski

Do 19 lipca 2020 roku obwód dzielił się na rejony:
- biłohirski
- chmielnicki
- czemerowiecki
- derażniański
- dunajowiecki
- gródecki
- jarmoliński
- kamieniecki
- krasiłowski
- latyczowski
- nowouszycki
- połoński
- sławucki
- starokonstantynowski
- starosieniawski
- szepetowski
- teofipolski
- wińkowiecki
- wołoczyski
- zasławski

oraz miasta wydzielone: Chmielnicki, Kamieniec Podolski, Niecieszyn, Sławuta, Starokonstantynów i Szepetówka.

## Historia
Historyczna przynależność administracyjna obszaru:
- 1434–1566: Korona Królestwa Polskiego: województwo podolskie/Wielkie Księstwo Litewskie: ziemia wołyńska
- 1566–1569: Korona Królestwa Polskiego: województwo podolskie/Wielkie Księstwo Litewskie: województwo wołyńskie
- 1569–1672: Korona Królestwa Polskiego, prowincja małopolska: województwo podolskie, województwo wołyńskie
- 1672–1699: Korona Królestwa Polskiego, prowincja małopolska: województwo wołyńskie/Imperium Osmańskie
- 1699–1793: Korona Królestwa Polskiego, prowincja małopolska: województwo podolskie, województwo wołyńskie
- 1793–1915: Imperium Rosyjskie: gubernia podolska, gubernia wołyńska (zabór rosyjski)
- 1919–1920: Rzeczpospolita Polska, Zarząd Cywilny Ziem Wołynia i Frontu Podolskiego: okręg podolski, okręg wołyński
- 1920–1922: Ukraińska Socjalistyczna Republika Radziecka
- 1922–1991: ZSRR, Ukraińska SRR
- od 1991: Ukraina: obwód chmielnicki

## Miasta
|     | Miasto                        | Populacja (2016) |
| --- | ----------------------------- | ---------------- |
| 1.  | Chmielnicki (hist. Płoskirów) | 269 113          |
| 2.  | Kamieniec Podolski            | 101 235          |
| 3.  | Szepetówka                    | 42 858           |
| 4.  | Niecieszyn                    | 37 014           |
| 5.  | Sławuta                       | 36 054           |
| 6.  | Starokonstantynów             | 35 288           |
| 7.  | Połonne                       | 21 488           |
| 8.  | Krasiłów                      | 19 397           |
| 9.  | Wołoczyska                    | 19 359           |
| 10. | Zasław                        | 17 002           |
| 11. | Gródek                        | 16 516           |
| 12. | Dunajowce                     | 16 298           |
| 13. | Derażnia                      | 10 352           |

## Zabytki
- Zespół urbanistyczno-architektoniczny Starego Miasta i twierdzy w Kamieńcu Podolskim – jeden z najcenniejszych zespołów staromiejskich Kresów Wschodnich i dzisiejszej Ukrainy
- Zamki, m.in. zamek Ostrogskich w Starokonstantynowie i zamek Sieniawskich w Międzybożu oraz pozostałości zamku Potockich w Latyczowie i zamku w Satanowie
- Pałace, m.in. pałac Orłowskich w Malejowcach, pałac Sanguszków w Zasławiu i pałac Raciborowskich w Derażni
- Kościoły z okresu I Rzeczypospolitej, m.in. kościół św. Józefa w Zasławiu, kościół św. Anny w Połonnem, kościół ormiański w Żwańcu oraz kościoły Kamieńca Podolskiego

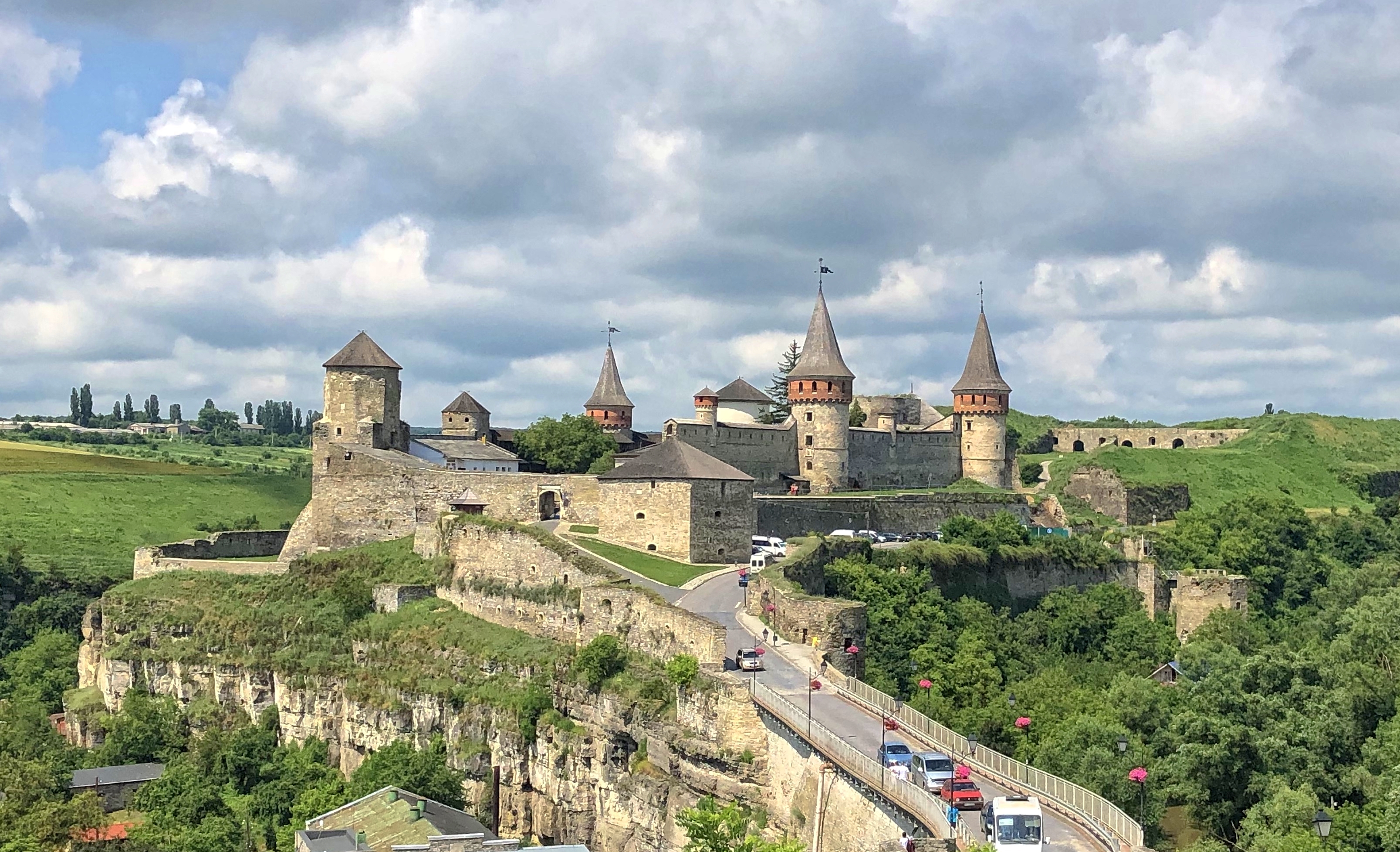
Twierdza w Kamieńcu Podolskim
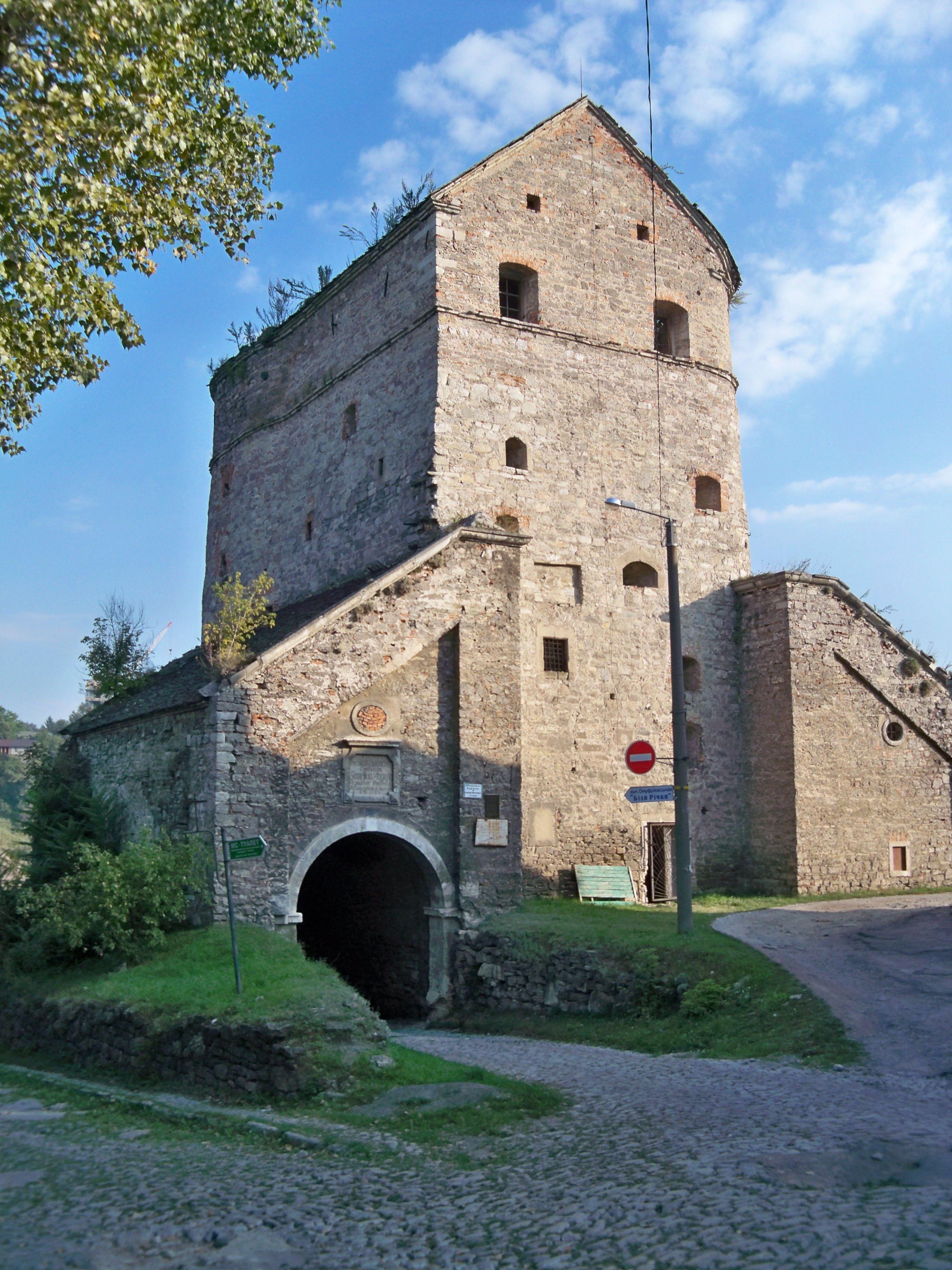
Baszta Batorego w Kamieńcu Podolskim
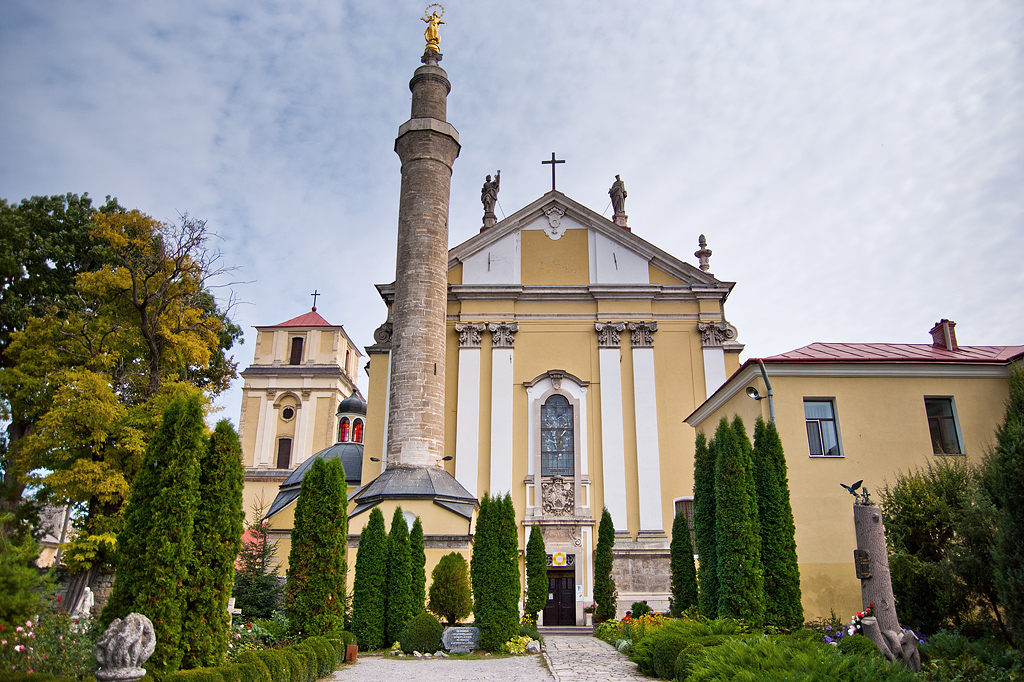
Katedra śś. Piotra i Pawła w Kamieńcu Podolskim
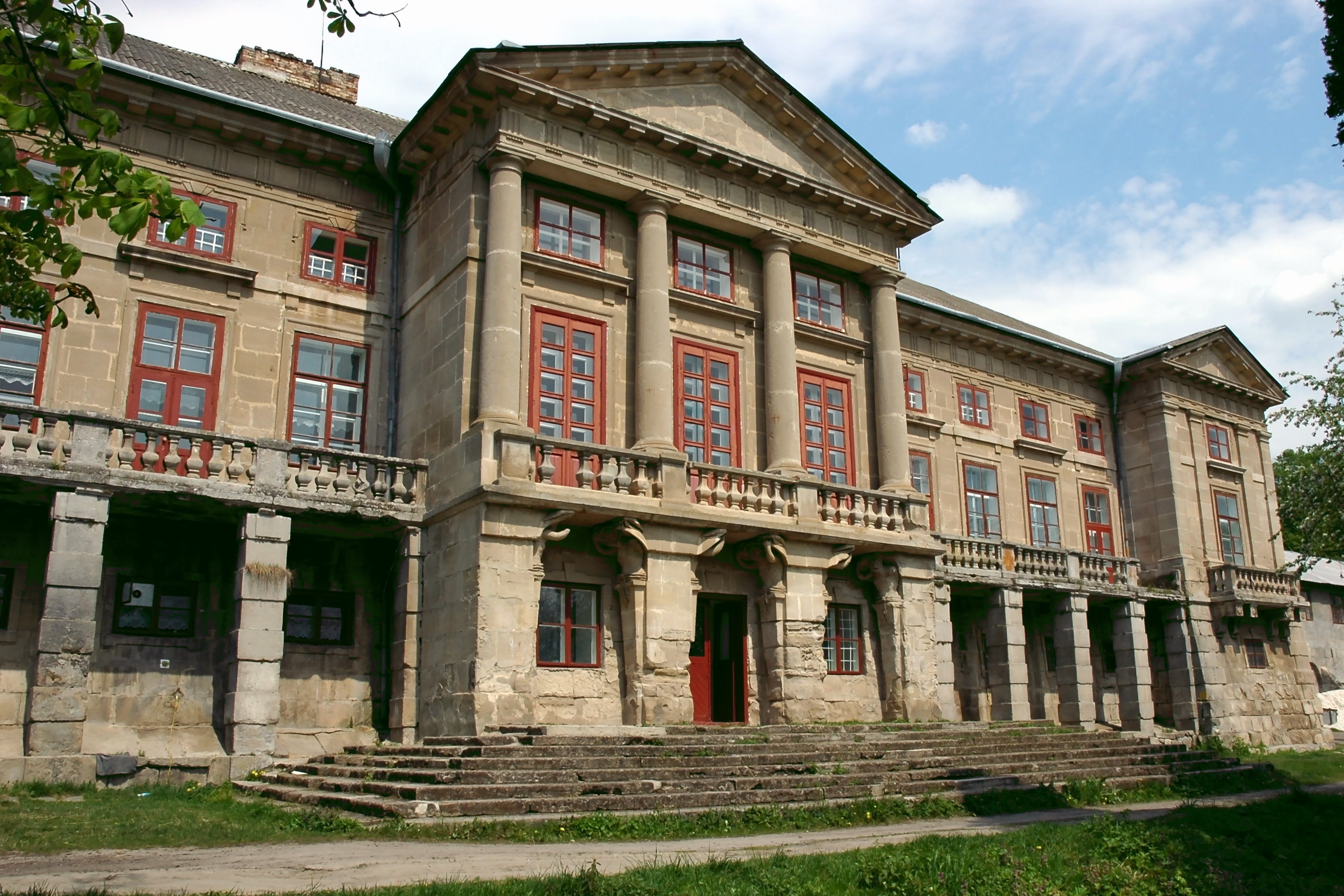
Pałac Orłowskich w Malejowcach
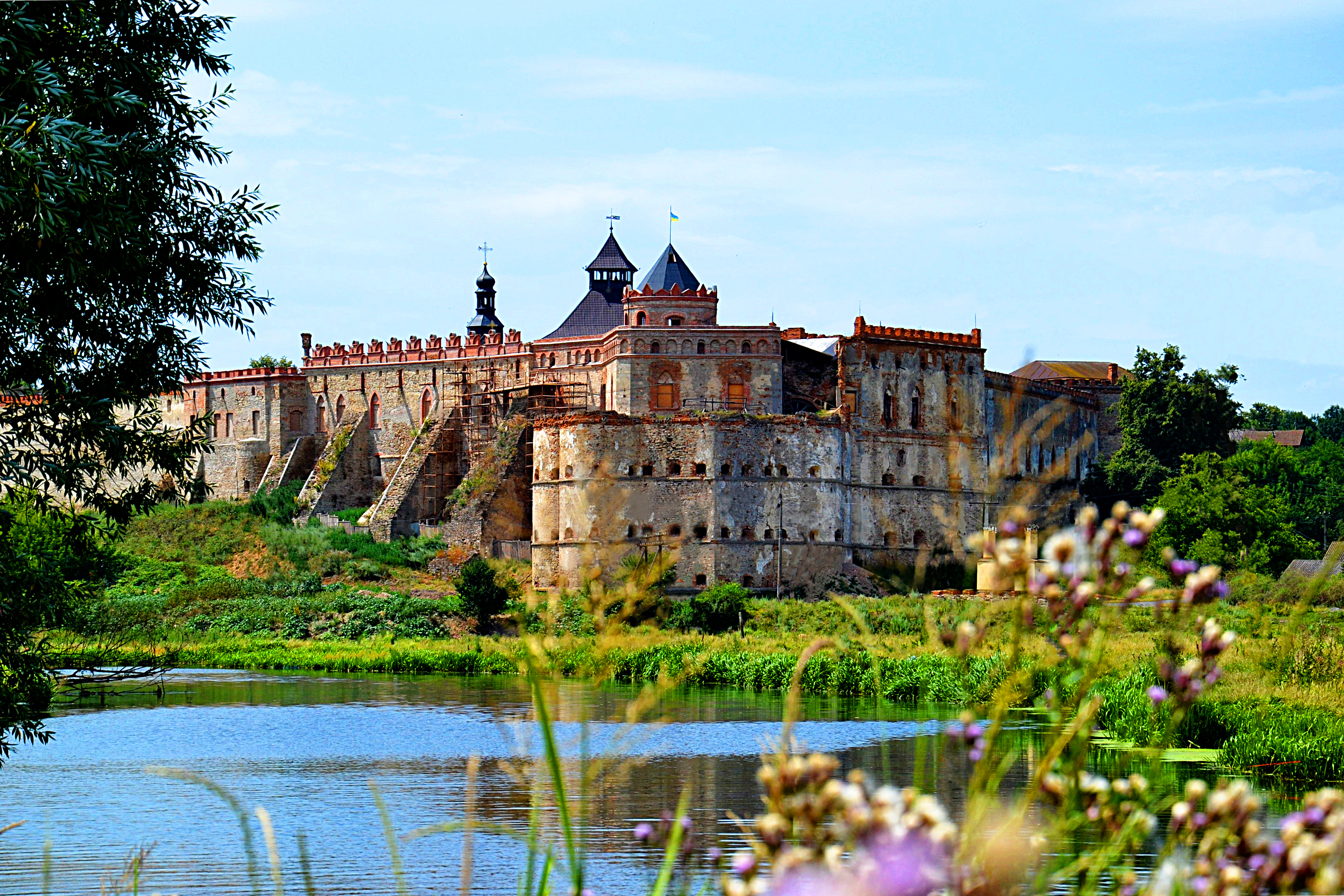
Zamek Sieniawskich w Międzybożu